# Kızıllı, Kepez
Kızıllı là một xã thuộc huyện Kepez, tỉnh Antalya, Thổ Nhĩ Kỳ. Dân số thời điểm năm 2011 là 1.13 người.